# Bootlegs (álbum)
Bootlegs es el primer álbum en vivo de la banda Good Charlotte. El álbum contiene presentaciones de canciones de la banda de su álbum debut, Good Charlotte, y el siguiente, The Young and the Hopeless durante la gira "The Young and the Hopeless Tour" en Baltimore, Maryland en el año 2003.
El álbum fue solamente lanzado y enviado a aquellos que pre-ordenaron en línea la "death version" de The Chronicles of Life and Death. El álbum fue también enviado con un póster y un parche. La única manera de conseguirlo es en tiendas en línea, en tiendas de música no es posible.

## Lista de canciones
| Bootlegs |                                   |          |  |
| N.º      | Título                            | Duración |  |
| 1.       | «A New Beginning/The Anthem»      |          |  |
| 2.       | «Festival Song»                   |          |  |
| 3.       | «Riot Girl»                       |          |  |
| 4.       | «Wondering»                       |          |  |
| 5.       | «Girls & Boys»                    |          |  |
| 6.       | «The Story of My Old Man»         |          |  |
| 7.       | «I Heard You»                     |          |  |
| 8.       | «Movin' On»                       |          |  |
| 9.       | «Waldorf Worldwide»               |          |  |
| 10.      | «The Young & the Hopeless»        |          |  |
| 11.      | «Little Things»                   |          |  |
| 12.      | «Lifestyles of the Rich & Famous» |          |  |